# علي شمطوط
علي عباس شمطوط (12 أكتوبر 1976

) سياسي بحريني.

## السيرة
ولد شمطوط في مدينة المحرق في 12 أكتوبر 1976. حصل على شهادة الثانوية العامة المسار الأدبي.
عمل حارس أمن في برادات وسوبرماركت الدسمة والمخازن من 1996 إلى 1997. ثم عمل سائق في مجموعة الحاج حسن العالي لمدة 3 سنوات. ثم عمل حارس أمن في وزارة التربية والتعليم. ثم عمل سكرتير في مؤسسة السماك لتخليص المعاملات الرسمية والحكومية.
في انتخابات مجلس النواب لعام 2010 انسحب قبل بداية الانتخابات عن الدائرة الرابعة في محافظة العاصمة لصالح مرشح جمعية الوفاق الوطني الإسلامية عبد الجليل خليل. وفي انتخابات عام 2011 فاز بمقعد الدائرة من جولة الإعادة بعدما جمع 148 صوت ما نسبته 56.50%. وفي انتخابات عام 2014 خسر مقعد الدائرة الثالثة في محافظة العاصمة من جولة الإعادة بعدما جمع 212 صوت ما نسبته 34.98%.